# Rittmarshausen

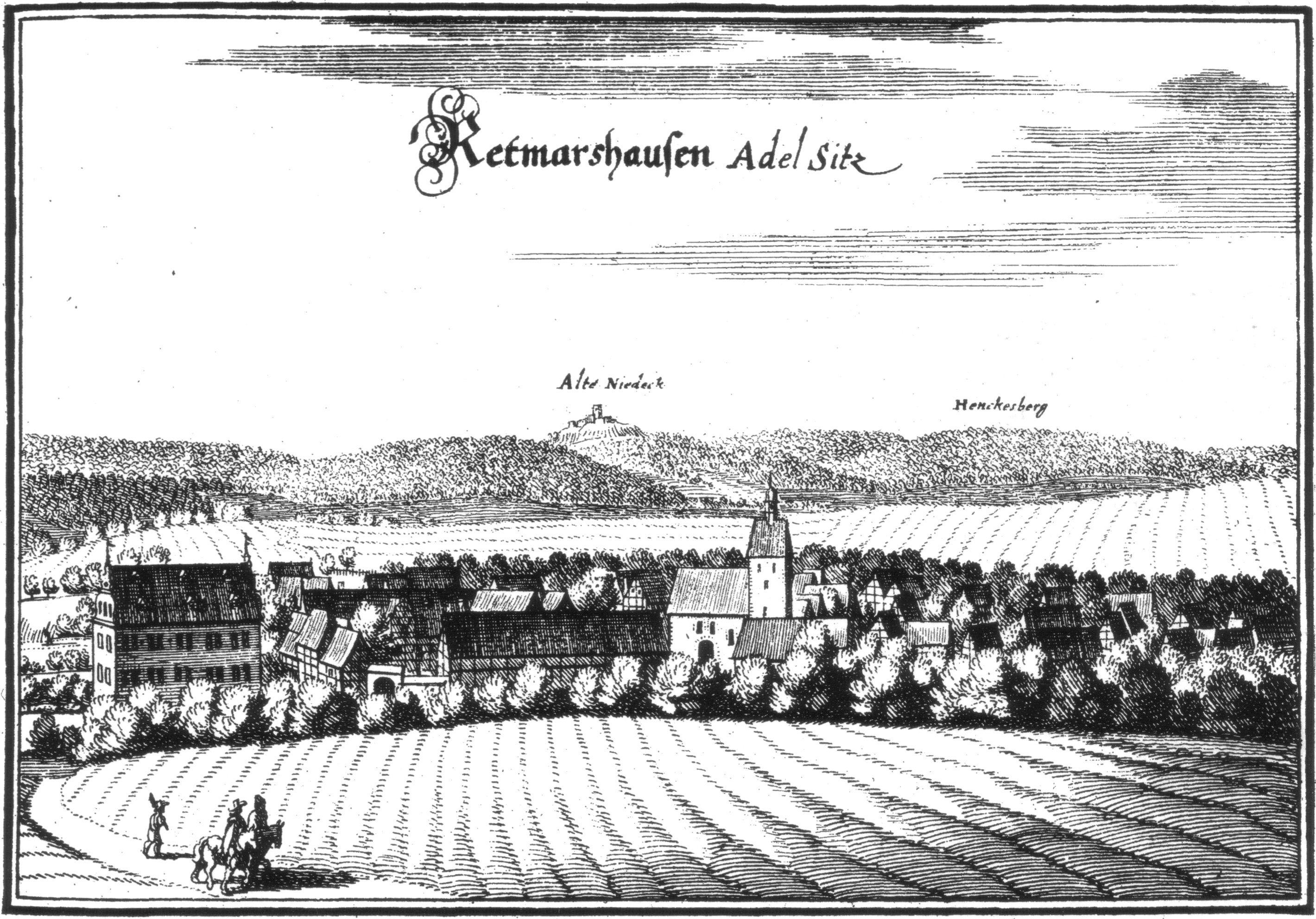
Rittmarshausen um 1654–1658 bei Matthäus Merian

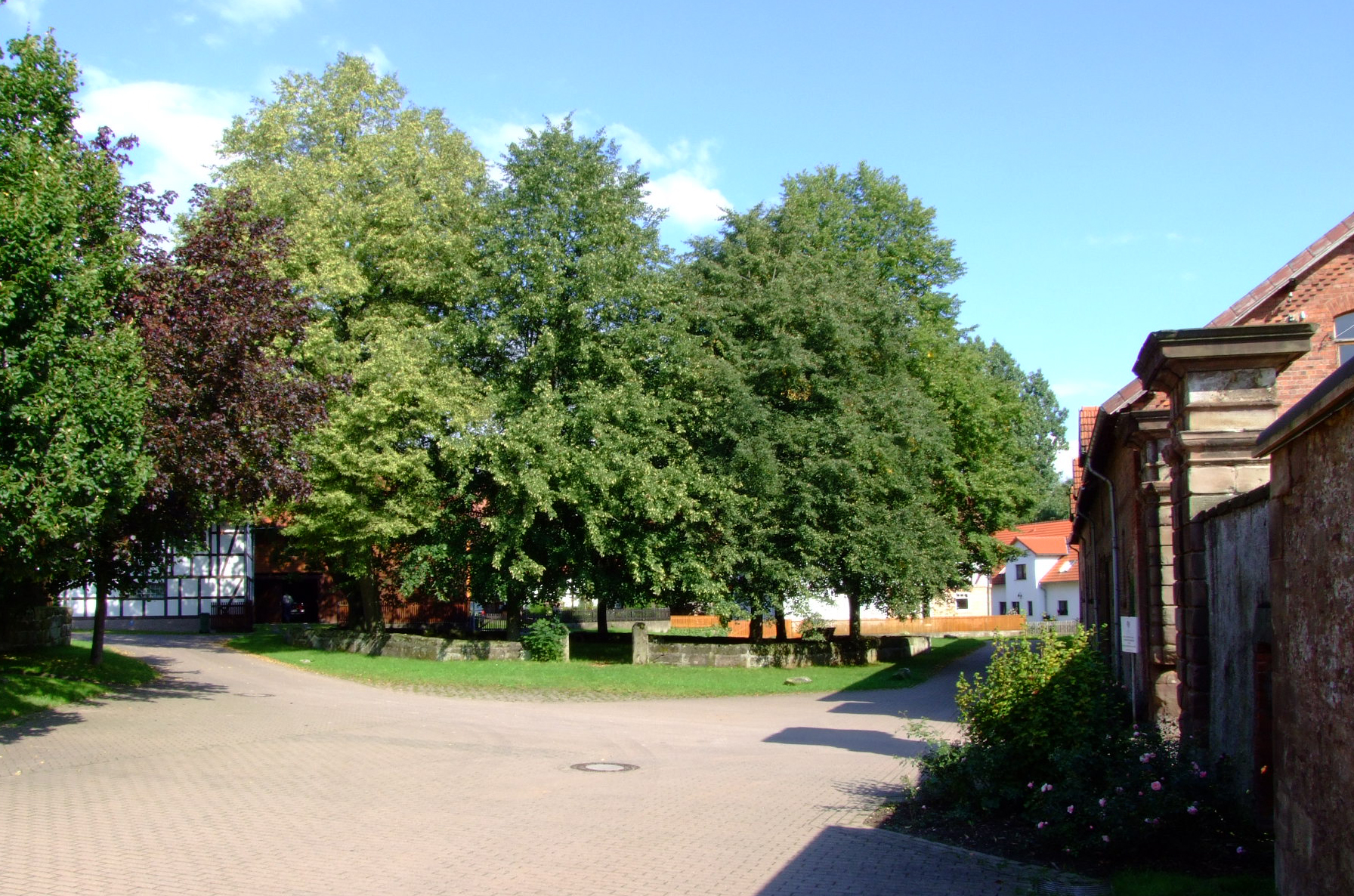
Thieplatz in Rittmarshausen

Rittmarshausen ist ein Ortsteil der Gemeinde Gleichen im Landkreis Göttingen mit 664 Einwohnern (Stand: 1. Januar 2024). Durch Rittmarshausen fließt die Garte, ein 23 km langer Nebenfluss der Leine.

## Geschichte
Die Ersterwähnung Rittmarshausen als Rathmerishusen in einer Urkunde, die auf den Zeitraum zwischen 1118 und 1137 zu datieren ist, stellt sich als eine Fälschung aus dem 13. beziehungsweise beginnenden 15. Jahrhundert dar. Die erste gesicherte Nennung fällt dagegen mit dem Ortsnamen Retmershusen in das Jahr 1318.
1839 wurde das hiesige Amt in das Amt Reinhausen eingegliedert.
1933 entstand in dem leerstehenden Gebäude einer alten Zuckerfabrik zunächst ein Lager des freiwilligen Arbeitsdienstes, welches 1937 renoviert wurde und als Stätte für eine Reihe von studentischen Führungs- und Fachschaftslagern sowie Lehrerfortbildungseminaren diente. Zudem fanden dort Lager für Universitätsdozenten statt. Es stellte das erste reichsweite Dozentenlager und das fünfte auf Reichsebene dar. Nach 1945 diente es als Unterkunft für Vertriebene und Flüchtlinge aus den vormals ostdeutschen Gebieten.
Während des Zweiten Weltkriegs gab es bei dem Ort einen Scheinflugplatz. Er lag auf den östlichen Wiesen, unmittelbar vor dem Esplingeröder Wald. Die Anlage bestand aus Hallenattrappen und ausgemusterten Flugzeugen. Sie gehörte zum Fliegerhorst in Göttingen.
Im Zuge der Gemeindegebietsreform wurde Rittmarshausen am 1. Januar 1973 ein Ortsteil der neu gebildeten Gemeinde Gleichen.

## Politik
Der Ortsrat setzt sich aus fünf Ratsfrauen und Ratsherren zusammen. Die Wählergemeinschaft Rittmarshausen verfügt über alle fünf Sitze. (Stand: Kommunalwahl am 12. September 2021)
Ortsbürgermeister von Rittmarshausen ist Simone Dorenwendt.

## Wappen
| Wappen von Rittmarshausen | Blasonierung: „In Rot zwei übereinander liegende goldene (gelbe) Zinnenbalken; darüber ein golden (gelb) bewehrter silberner (weißer) Sittich.“ |
| Wappen von Rittmarshausen | Wappenbegründung: Das von Otto Rössler von Wildenhain entworfene Wappen wurde vom niedersächsischen Ministerium des Inneren am 28. September 1948 genehmigt. Der Zinnenbalken entstammt dem Wappen der Herren von Uslar und der Sittich dem der Herren von Berlepsch, welche im Mittelalter großen Einfluss im Ort hatten. |

## Religion

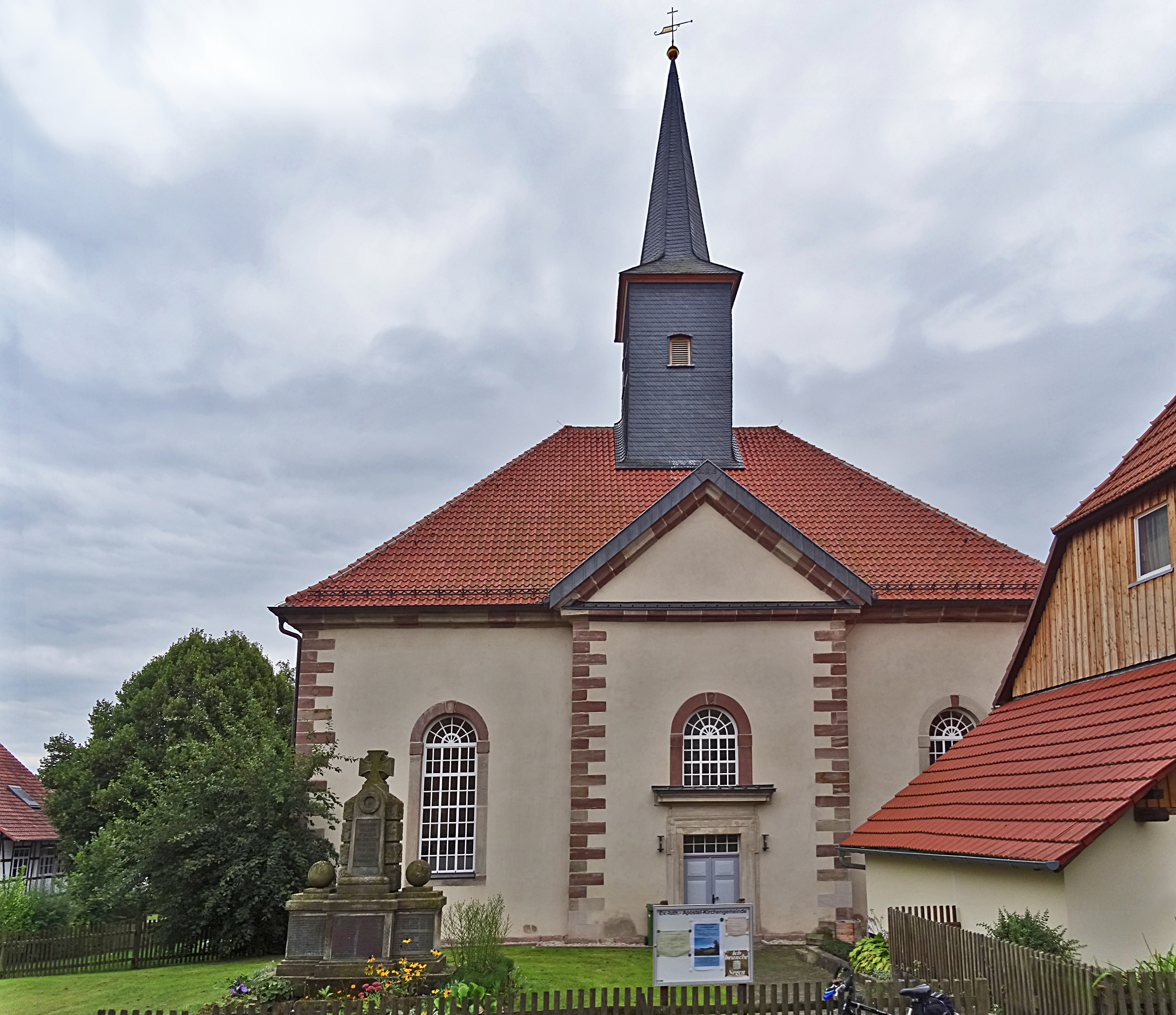
Marienkirche

Die Marienkirche ist mit einer Heyder-Orgel ausgestattet. Ihre Gemeinde gehört zum Kirchenkreis Göttingen der Evangelisch-lutherischen Landeskirche Hannovers. Um die Mitte des 19. Jahrhunderts bildete sie eine Filialkirche von Kerstlingerode. Das heutige Gebäude wurde von der damaligen Gutsherrschaft 1765 erbaut und der Gemeinde übergeben. 1797 schlug ein Blitz in den Kirchturm ein, jedoch ohne größere Schäden anzurichten. Knapp 40 Jahre später musste aber sie allerdings von der Kirchenkommission geschlossen werden, das Dach befand sich in einem zunehmend schlechten Zustand, das Balkenwerk war verfault und der Turm hatte sich gesenkt. Erst 1840 fand eine Ausbesserung statt, so dass in jenem Jahr am Sonntag nach Michaelis das Haus neu geweiht werden konnte. Zu den Renovierungsarbeiten zählte unter anderem, dass auf dem mit neuem Schiefer beschlagenem Turm ein Kopf aufgesteckt wurde, in den man Münzen und eine Urkunde gelegt hatte. Weiterhin stützen 4 Säulen im Inneren der Kirche den Turm ab. Eine erneute grundlegende Sanierung wurde 2015–2016 durchgeführt. Dabei wurde insbesondere das Dach neu gedeckt und die Innendecke erneuert. In einem zweiten Bauabschnitt wurde das Mauerwerk ausgebessert und die Kirche erhielt – ähnlich wie ursprünglich – wieder einen Außenputz, und zwar in einem sandfarbenen Ton ohne zusätzlichen Anstrich.

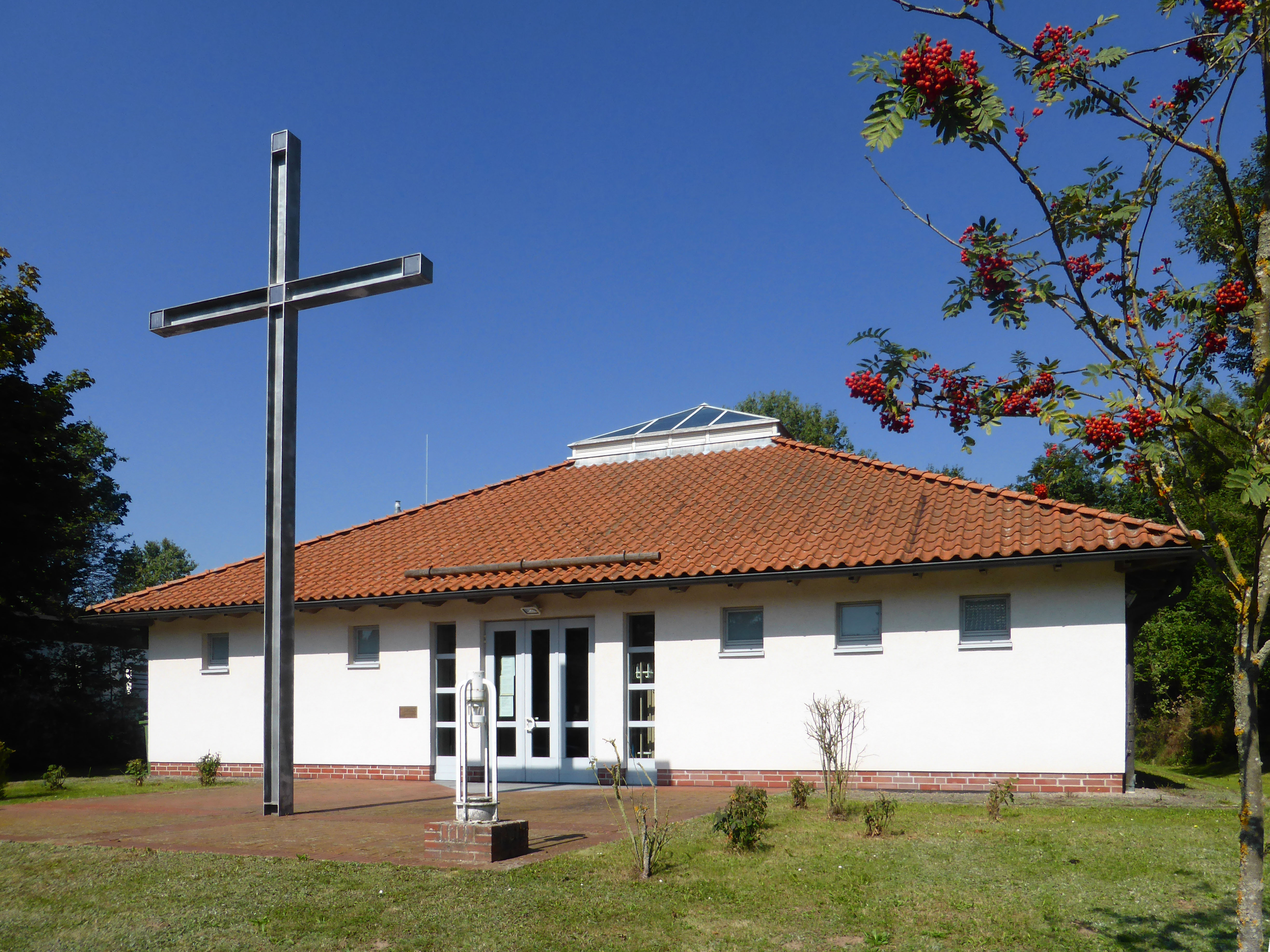
Heilig-Kreuz-Kapelle

Die katholische Kapelle Heilig Kreuz wurde am 14. September 1997 durch Weihbischof Hans-Georg Koitz geweiht und ist damit das jüngste Gotteshaus im Dekanat Göttingen und nach Heilig Kreuz (Isernhagen) das zweitjüngste Gotteshaus des Bistums Hildesheim. Sie ist eine Filialkapelle der Pfarrei Maria Frieden in Göttingen-Geismar und befindet sich am Westrand von Rittmarshausen (Eckerberg 2). Vor der Kapelle steht seit 1999 die Bronzeplastik „Sich treffende Hände“ von Eberhard Linke als Symbol für die Ökumene. Vor dem Bau dieser Kapelle wurde eine 1958 geweihte Notkapelle in einer früheren, an der Straße „Am Bahnhof“ gelegenen Zuckerfabrik genutzt.

## Rittergut

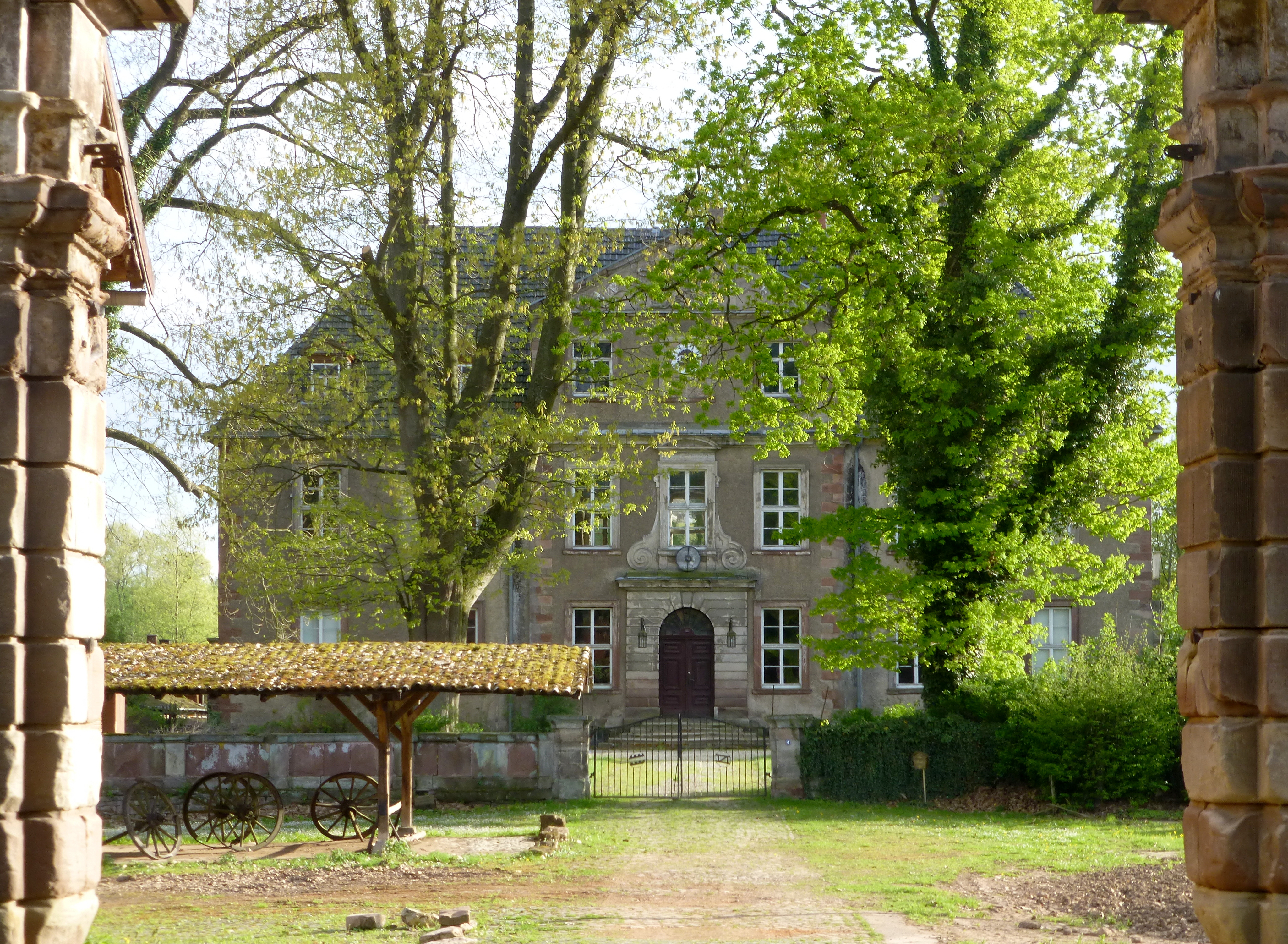
Herrenhaus

Der Gutshof ging 1707 nach vormaligem Besitz der Herren von Kerstlingerode und der Herren von Uslar-Gleichen an Friedrich Wilhelm von Schlitz, der dort neue Gebäude errichten ließ. Das in den Jahren 1714 bis 1716 erbaute Schloss, in dem noch Bauteile aus dem 16. Jahrhundert erhalten sind, war bis 1839 Sitz des Adligen Gerichts Garte und befindet sich noch im Besitz von weiblichen Nachfahren der gräflichen Familie von Schlitz genannt von Görtz und von Wrisberg.

## Brutvögel
Seit 2021 brütet auf dem alten Schornstein der früheren Brennerei ein Weißstorch-Paar. Die Nisthilfe war 2019 dort angebracht worden.

## Persönlichkeiten
Söhne und Töchter
- Christian Lehmann (* 1948), Sprachwissenschaftler mit dem Schwerpunkt Allgemeine und Vergleichende Sprachwissenschaft
- Werner Schröder (1916–2010), war von 1968 bis 1979 Richter am deutschen Bundessozialgericht